# Gražina Tulevičiūtė-Vileikienė
Marijona Gražina Tulevičiūtė-Vileikienė (Stakliškės, 3 januari 1934 - Vilnius, 28 november 2014) was een voormalig basketbalspeelster die uitkwam voor het nationale basketbalteam van de Sovjet-Unie. Ze kreeg de onderscheidingen Meester in de sport van de Sovjet-Unie in 1955.

## Carrière
Tulevičiūtė speelde in haar carrière van 1953 tot 1958 voor Žalgiris Kaunas. In 1958 ging ze spelen voor Politechnika Kaunas. In 1961 verhuisde ze naar Kibirkštis Vilnius. In 1966 stopte ze met basketbal. Met het nationale team van de Sovjet-Unie won Tulevičiūtė zilver in 1957 op het wereldkampioenschap en zilver op het Europees kampioenschap in 1958.

## Erelijst
- Wereldkampioenschap:
  - Zilver: 1957
- Europees kampioenschap: 3
  - Zilver: 1958